# Leichtathletik-Europameisterschaften 1950/Hammerwurf der Männer

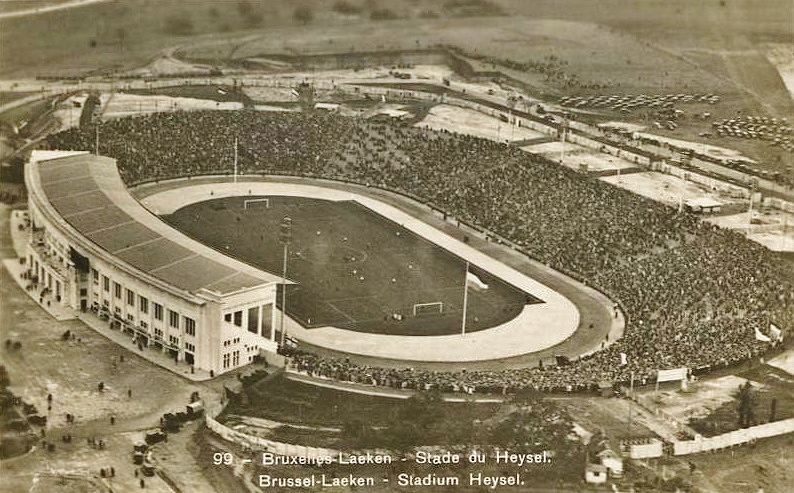
Das Brüsseler Heysel-Stadion in einer Luftaufnahme von 1935

Der Hammerwurf der Männer bei den Leichtathletik-Europameisterschaften 1950 wurde am 25. und 27. August 1950 im Heysel-Stadion der belgischen Hauptstadt Brüssel ausgetragen.
Europameister wurde der Norweger Sverre Strandli. Er gewann vor dem Italiener Teseo Taddia. Bronze gewann der Tschechoslowake Jiří Dadák.

## Bestehende Rekorde
| Weltrekord           | 59,88 m | Imre Németh | Budapest, Ungarn     | 19. Mai 1950      |
| Europarekord         | 59,88 m | Imre Németh | Budapest, Ungarn     | 19. Mai 1950      |
| Meisterschaftsrekord | 58,77 m | Karl Hein   | EM Paris, Frankreich | 4. September 1938 |

Der bestehende EM-Rekord wurde bei diesen Europameisterschaften nicht erreicht. Die größte Weite erzielte der norwegische Europameister Sverre Strandli im Finale mit 55,71 m. Damit verfehlte er den Rekord um 3,06 m. Zum Europarekord, gleichzeitig Weltrekord, fehlten ihm 4,17 m.

## Qualifikation
25. August 1950
Die dreizehn Teilnehmer traten zu einer gemeinsamen Qualifikationsrunde an. Für das Finale qualifizierten sich die ersten neun Werfer (hellblau unterlegt).
| Platz | Name                   | Nation           | Weite (m) |
| ----- | ---------------------- | ---------------- | --------- |
| 1     | Teseo Taddia           | Italien          | 55,05     |
| 2     | Sverre Strandli        | Norwegen         | 54,17     |
| 3     | Alexandr Kanaki        | Sowjetunion      | 53,73     |
| 4     | Ivan Gubijan           | Jugoslawien      | 52,29     |
| 5     | Jiří Dadák             | Tschechoslowakei | 52,27     |
| 6     | Duncan Clark           | Großbritannien   | 52,25     |
| 7     | Svend-Aage Frederiksen | Dänemark         | 50,87     |
| 8     | Rudolf Galin           | Jugoslawien      | 48,54     |
| 9     | Ewan Douglas           | Großbritannien   | 47,31     |
| 10    | Henri Haest            | Belgien          | 47,22     |
| 11    | Toma Balcı             | Türkei           | 46,63     |
| 12    | André Osterberger      | Frankreich       | 46,45     |
| 13    | Pierre Legrain         | Frankreich       | 46,21     |

## Finale

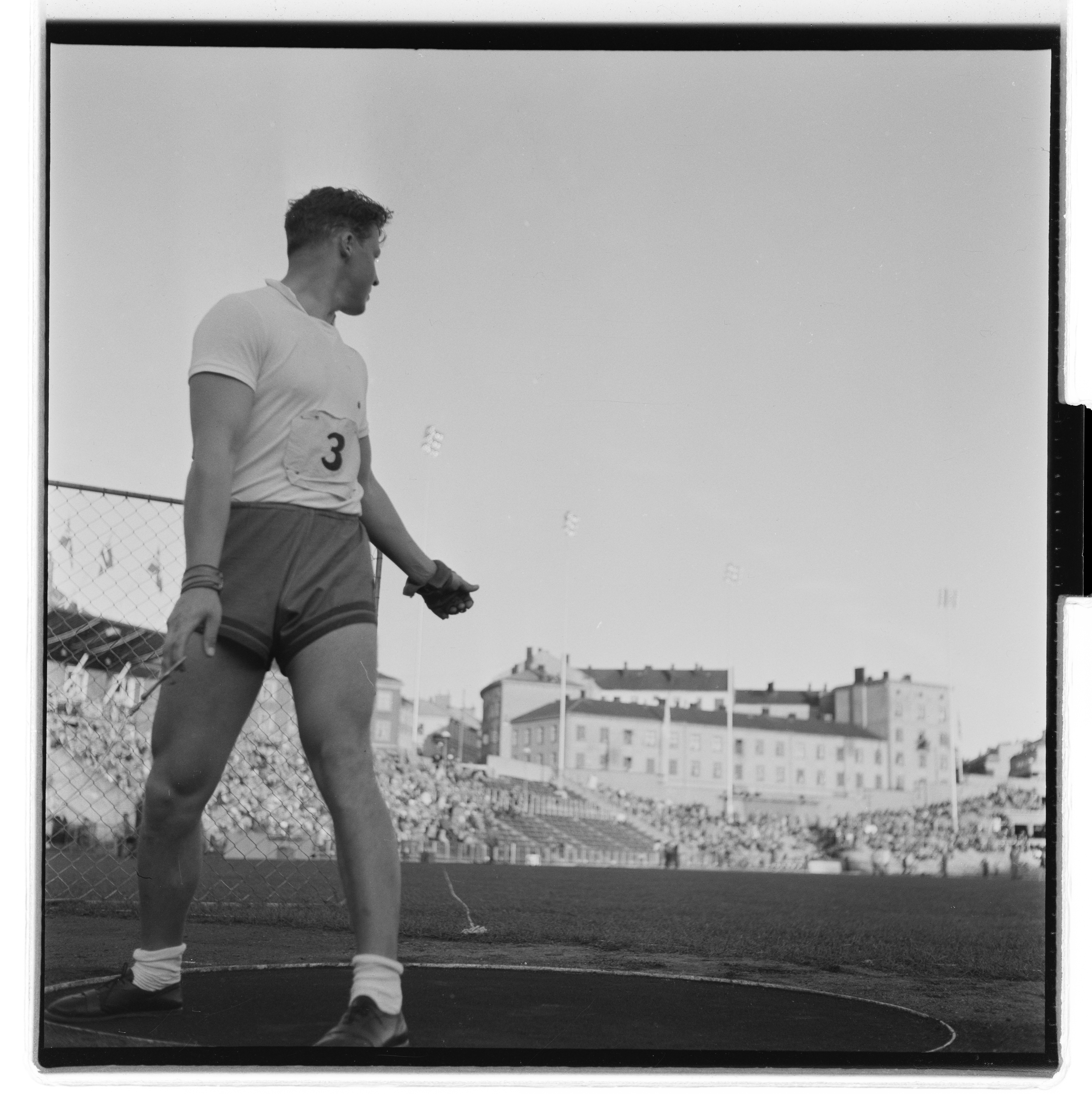
Europameister Sverre Strandli
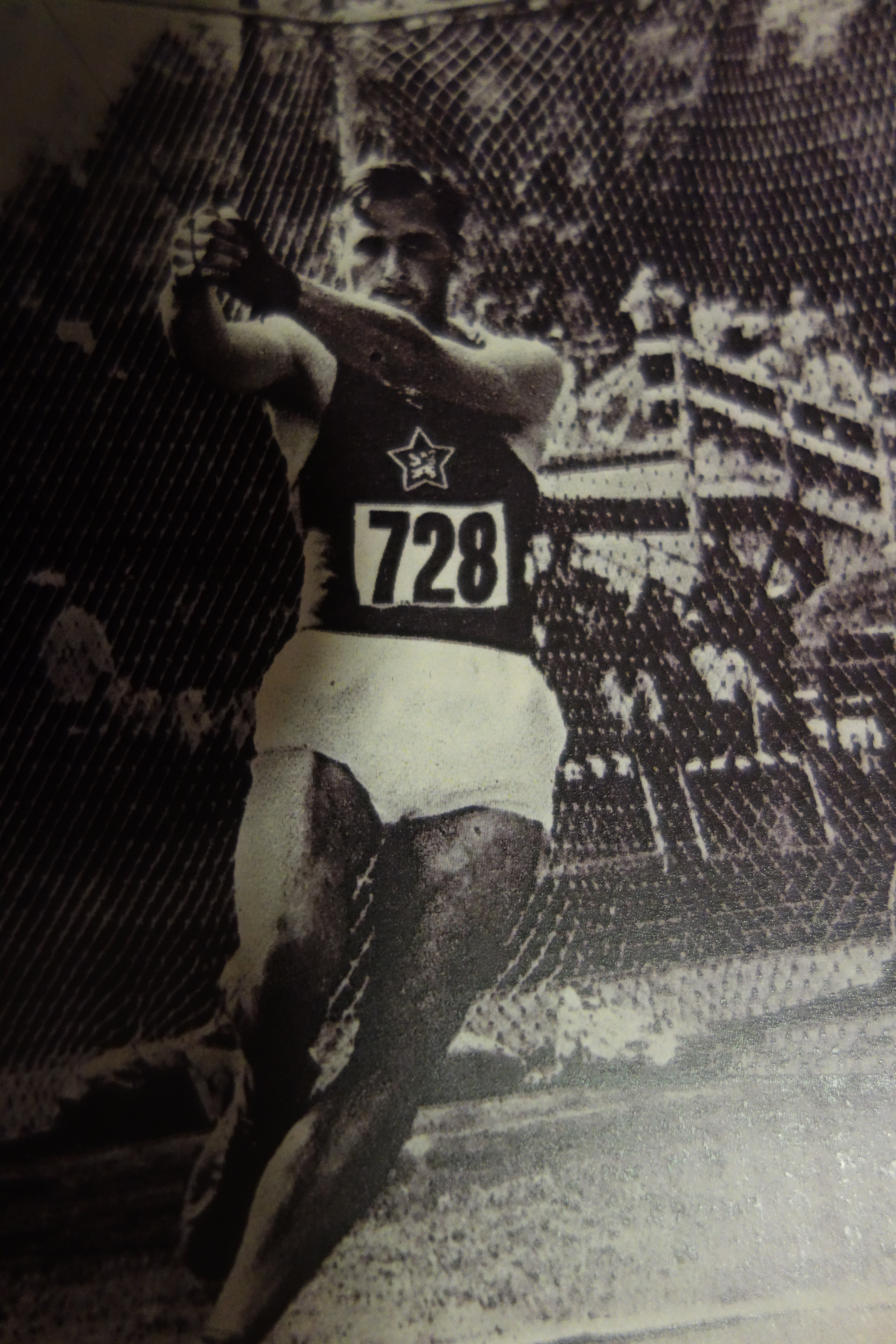
Bronzemedaillengewinner Jiří Dadák
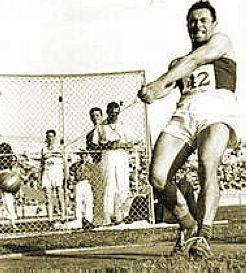
Ivan Gubijan belegte Rang vier

27. August 1950
| Platz | Name                   | Nation           | Weite (m) |
| ----- | ---------------------- | ---------------- | --------- |
| 1     | Sverre Strandli        | Norwegen         | 55,71     |
| 2     | Teseo Taddia           | Italien          | 54,73     |
| 3     | Jiří Dadák             | Tschechoslowakei | 53,64     |
| 4     | Ivan Gubijan           | Jugoslawien      | 53,34     |
| 5     | Alexandr Kanaki        | Sowjetunion      | 53,09     |
| 6     | Duncan Clark           | Großbritannien   | 52,83     |
| 7     | Svend-Aage Frederiksen | Dänemark         | 50,01     |
| 8     | Ewan Douglas           | Großbritannien   | 49,18     |
| 9     | Rudolf Galin           | Jugoslawien      | 49,01     |

Bekannt ist die Serie des drittplatzierten Jiří Dadák:

52,99 m / 52,86 m / 51,71 m / 51,18 m / x / 53,64 m